# Пјано Ланцироти (Палермо)
Пјано Ланцироти је насеље у Италији у округу Палермо, региону Сицилија.
Према процени из 2011. у насељу је живело 10 становника. Насеље се налази на надморској висини од 200 м.